# Graziano Mandozzi
Graziano Mandozzi (né le 23 juin 1939 à Osogna, Suisse) est un compositeur, chef d' orchestre et musicologue suisse.

## Biographie
Graziano Mandozzi est issu d'une famille de musiciens tessinois. Il fréquente l'école normale à Locarno et étudie de 1960 à 1963 au Mozarteum de Salzbourg avec Gerhard Wimberger (de) et Cesar Bresgen, où il est décoré de la médaille Lilli Lehmann.  
Après avoir réussi son examen de Kapellmeister, il commence à travailler au théâtre. En tant que l'un des derniers élèves de Bernhard Paumgartner, il est autorisé à faire l'un des premiers enregistrements de la Camerata Academica. 
Il travaille ensuite dans le cinéma, les pièces radiophoniques et le ballet. Au milieu des années 1970, par exemple, il écrit la musique du ballet Jesus GmbH interprété par Johann Kresnik.
En tant que musicologue, il travaille pendant des années pour revoir et réévaluer les œuvres de Ruggero Leoncavallo et Nino Rota .

## Filmographie (sélection)
- 1972 : Beschreibung einer Verfolgung
- 1972 : Der Mann auf meinem Rücken
- 1972 : Jugend einer Studienrätin
- 1974 : Der kleine Doktor (de) (série télévisée)
- 1977–1982 : Neues aus Uhlenbusch (de) (série télévisée)
- 1979 : Feuerzeichen
- 1980 : Tatort: Hände hoch, Herr Trimmel
- 1983 : Heinrich Heine – Die zweite Vertreibung aus dem Paradies
- 1984–1986 : Eigener Herd ist Goldes wert (de) (série télévisée)
- 1984 : August der Starke
- 1984 : Ich hatte einen Traum
- 1985 : Alte Sünden rosten nicht
- 1986 : Lisa und die Riesen
- 1986 : Mademoiselle Fifi
- 1986 : Vertrauen gegen Vertrauen (de)
- 1986 : Finkenwerder Geschichten
- 1987 : The Secret Life of Sergei Eisenstein
- 1987 : Die Erbschaft
- 1988 : Ede und das Kind
- 1989 : Die Zauberflöte
- 1992 : Kein pflegeleichter Fall

## Discographie
- 1976 : Bilder Des Ruhmes (musique de ballet chorégraphiée par Hans Kresnik)
- 1976 : Can Can - Musical Von Cole Porter
- 1977 : Masada (musique de ballet chorégraphiée par Hans Kresnik)
- 1977 : Jesus GMBH (musique de ballet chorégraphiée par Hans Kresnik)
- 1981 : Anderland (musique de la série télévisée)

- 1985 : Bach / Haendel 300 (reprise au synthétiseur d'œuvres de Bach et Haendel)